# Dai Fujimoto
Dai Fujimoto (japanisch 藤本 大 Fujimoto Dai; * 2. Mai 1990 in der Präfektur Kumamoto) ist ein ehemaliger japanischer Fußballspieler.

## Karriere
Fujimoto erlernte das Fußballspielen in der Schulmannschaft der Ozu High School und der Universitätsmannschaft der Ryūtsū-Keizai-Universität. Seinen ersten Vertrag unterschrieb er 2013 bei Roasso Kumamoto. Der Verein spielte in der zweithöchsten Liga des Landes, der J2 League. Im August 2014 wurde er an den Renofa Yamaguchi FC ausgeliehen. 2015 kehrte er zu Roasso Kumamoto zurück. Ende 2015 beendete er seine Karriere als Fußballspieler.